# 佐藤良諭
佐藤良諭（1966年10月31日—），是一位日本男性播報員，目前於北海道電視台（HTB）服務。

## 來歷
- 北海道釧路市出身。經由北海道帶廣柏葉高等學校，在法政大學畢業。1989年進入熊本縣民電視台（KKT）入社，之後轉至TV北海道（TVh）。1995年加入北海道電視台。
- 從2005年4月開始，節目上自身的名稱從漢字「佐藤良諭」改為片假名「佐藤よしつぐ」。

## 主持節目

### 現在主持節目
- 第一推薦!（日语：イチオシ!）（新聞部分主持人）

### 過去主持節目
TVh北海道時代
- TVh道新News（日语：道新ニュース）

KKT時代
- 聚焦!!朝!（日语：ズームイン!!朝!）熊本主持人

## 外部連結
- HTBアナウンサーズ・佐藤よしつぐ （日語）
- NEWSな毎日（页面存档备份，存于） - 本人寫真日記 （日語）